# Magnus Bromelius
Magnus Bromelius, adlad von Bromell, född den 26 maj 1679 i Stockholm, död den 26 mars 1731, var en svensk läkare och professor. Han var son till läkaren och botanikern Olof Bromelius och Agnes Svinhufvud af Qvalstad.
Bromelius promoverades 1703 i Reims till medicine doktor och utnämndes 1705 till medlem av Collegium medicum. Samtidigt kom han genom arv i besittning av en ansenlig förmögenhet, varför han upphörde med sin läkarverksamhet och ägnade sin tid åt ökande av de betydliga samlingar av naturföremål, mynt och medaljer, som han ärvt efter sin far. År 1716 förordnades han till professor i anatomi i Stockholm, men lämnade snart denna befattning för att motta ett assessorsämbete i Collegium medicum, där han 1724 blev president. Sistnämnda år fick han titel av arkiater och upphöjdes 1726 i adligt stånd.
Bromelius författade åtskilliga avhandlingar i numismatik, medicin och naturvetenskap. Några bland dem finns intagna i " Acta Literaria et Scientiarum Sveciæ", bland annat Underrättelse huruledes man sig skall förvara för pestilentien (1711) och Inledning till nödig kunskap att igenkänna och uppfinna allehanda bergarter, metaller och fossilier m.m. (1730). Enligt Elias Fries var han den förste, som i Sverige ägnade uppmärksamhet åt fossila växtavtryck. I sitt 1727 tryckta arbete Lithographia suecana avhandlar Bromelius fossila trilobiter, koraller och snäckor från Gotland, graptoliter, växtfossil i kalkstuff med mera.